# رولدال
رولدال (به لاتین: Røldal) یک منطقهٔ مسکونی در نروژ است که در اودا واقع شده‌است. رولدال ۰٫۶۶ کیلومتر مربع مساحت و ۳۵۹ نفر جمعیت دارد و ۴۱۴ متر بالاتر از سطح دریا واقع شده‌است.